# Cadeia de Cristal
Cadeia de cristal foi uma telenovela brasileira exibida pela TV Paulista em junho de 1965, às 19h. No elenco estavam Gervásio Marques, Luis Pini e Maximira Figueiredo.